# Chusquea grandiflora
Chusquea grandiflora är en gräsart som beskrevs av Lynn G. Clark. Chusquea grandiflora ingår i släktet Chusquea och familjen gräs. Inga underarter finns listade i Catalogue of Life.